# 4986 Osipovia
4986 Osipovia eller 1979 SL7 är en asteroid i huvudbältet som upptäcktes den 23 september 1979 av den rysk-sovjetiske astronomen Nikolaj Tjernych vid Krims astrofysiska observatorium på Krim. Den har fått sitt namn efter Valerij I. Osipov.
Asteroiden har en diameter på ungefär 5 kilometer.